# ジェイミー・リッチー
ジェイミー・リッチー（Jamie Ritchie、1996年8月16日 - ）は、ユナイテッド・ラグビー・チャンピオンシップ、エディンバラ・ラグビーに所属するラグビーユニオン選手。

## プロフィール
- スコットランド・ダンディー出身。
- ポジションはフランカー(FL)。
- 身長 193cm、体重 109kg
- U20スコットランド代表に選ばれたことがある[1]。
- スコットランド代表キャップ数は36(2022年12月現在)でラグビーワールドカップ2019のスコットランド代表に選ばれた[2]。

## 略歴
2014年、エディンバラに加入。  